# Phrataria
Phrataria is een geslacht van vlinders van de familie spanners (Geometridae), uit de onderfamilie Oenochrominae.

## Soorten
- P. replicataria Walker, 1866
- P. transcissata Walker, 1862
- P. valbum Turner, 1944